# پرل مکی
پرل مکی (انگلیسی: Pearl Mackie؛ زادهٔ ۲۹ مهٔ ۱۹۸۷) یک هنرپیشه، رقص و خواننده اهل بریتانیا است. وی از سال ۲۰۱۰ میلادی تاکنون مشغول فعالیت بوده‌است.
از فیلم‌ها یا برنامه‌های تلویزیونی که وی در آن نقش داشته است، می‌توان به دکتر هو و افسانه‌های واهی اشاره کرد.